# Algimantas Liubinskas
Algimantas Liubinskas (Kybartai, 4 de novembro de 1951) é um ex-futebolista, treinador de futebol e político lituano.

## Carreira
Em sua curta carreira de jogador, que durou entre 1973 e 1976, Liubinskas, que atuava como defensor, jogou apenas em um clube, o Žalgiris Vilnius.
Com apenas 31 anos de idade, iniciou a carreira de técnico, treinando o Žalgiris entre 1983 e 1985. Treinou ainda Abahani Limited (único time não-europeu que treinou), FK Kareda Kaunas, Panerys Vilnius, Jagiellonia Białystok, FC Lviv e FC Kaisar.
Seu trabalho mais conhecido foi na Seleção Lituana, comandada por ele em 2 oportunidades (1991-95 e 2003-08). Liubinskas chegou ainda a treinar a equipe sub-21 de seu país natal. Afastou-se do comando técnico em 2008 para concorrer a uma vaga no Seimas (parlamento da Lituânia), pelo partido Ordem e Justiça.
Após 2 anos sem trabalhar no futebol, Liubinskas retomou a carreira de técnico em 2014, no Santos Tartu, time que disputa a Esiliiga (segunda divisão do Campeonato Estoniano).